# Усманова, Дилбар Саидмахмудовна
Дилбар Саидмахмудовна Усманова (узб. Dilbar Saidmahmudovna Usmonova; род. 4 июня 1960 года, Сурхандарьинская область, Узбекская ССР, СССР) — узбекский врач. В 2020 году избран депутатом Законодательной палаты Олий Мажлиса Республики Узбекистан.

## Биография
Родилась 4 июня 1960 года в Сурхандарьинской области. В 1983 окончила Ташкентский государственный медицинский институт.
В 1983 году начала трудовую деятельность младшим научным сотрудником в отделе эндокринологии Научно-исследовательского института региональной медицины. Занимала должность заведующей физиотерапевтическим отделением Научно-исследовательского института эндокринологии с 1983 до 2006 года. С 2006 по 2007 год занимала должность ведущего специалиста, главного специалиста, начальника лечебного отдела курортного управления при Совете Федерации профсоюзов Узбекистана. В 2007—2010 гг. — директор санатория ООО «Умид Гулшани», с 2010 по 2011 — главный врач Республиканского специализированного научно-практического центра эндокринологии. С 2011 года занимает должность генерального директора частной клиники «Фарход мадад шифо» и руководитель семейного предприятия «Save-Agro-Trade» (предприятие занимающееся хранением сельскохозяйственной продукции) в Кибрайском районе.
Является членом Комитета Законодательной палаты Олий Мажлиса по международным делам и межпарламентским связям. Состоит в либерально-демократической партии Узбекистана.